# Ottorino Ravani
Ottorino Ravani (Cremona, 6 aprile 1898 – Cremona, 16 luglio 1963) è stato un calciatore italiano, di ruolo difensore.
Era anche conosciuto come Ravani I per distinguerlo dal fratello Attilio (Ravani II).

## Biografia
Due figli di Ottorino, Franco e Danilo, saranno protagonisti nella Cremonese degli anni Cinquanta e Sessanta. Nel campionato di Serie C 1966-1967 Danilo diventerà allenatore dei grigiorossi. Dopo il ritiro ha lavorato nell'azienda elettrica cremonese.

## Caratteristiche tecniche
Ha iniziato la carriera come attaccante, venendo trasformato in terzino destro o sinistro metodista da Imre Payer.

## Carriera

### Club
Militò nella Cremonese insieme al fratello Attilio, giocando in massima serie per undici stagioni. In tali annate assommò 170 presenze, così ripartite: 8 nella stagione 1919-20, 14 nella stagione 1920-21, 22 nella stagione 1922-23, 21 nella stagione 1923-24, 16 nella Prima Divisione 1924-1925, 18 nel 1925-1926, 13 nella Divisione Nazionale 1926-1927, 17 nel 1927-1928, 26 nel 1928-1929, 3 nella nuova Serie A nel 1929-30; negli ultimi due campionati di Divisione Nazionale fu anche il rigorista della Cremonese, e realizzò 4 gol (2 per stagione). Nel torneo del 1928-1929 segnò la prima rete il 10 febbraio 1929 contro la Biellese, e la seconda il 17 marzo contro il Brescia. Nelle undici stagioni disputate con i grigiorossi realizzò 11 reti pur giocando da terzino. Nel luglio del 1932 i due Ravani furono inseriti nelle liste di trasferimento e Ottorino chiuse la carriera.